# Trnovo ob Soči
Trnovo ob Soči – wieś w Słowenii, w gminie Kobarid. W 2018 roku liczyła 133 mieszkańców.